# Умершие в феврале 2009 года
Это список известных людей, соответствующих установленным критериям значимости (см. Википедия:Критерии значимости персоналий), умерших в феврале 2009 года.
Причина смерти указывается лишь в исключительных случаях (убийство, самоубийство, гибель в результате военных действий, смертная казнь, ДТП или несчастные случаи). В остальных случаях — не указывается.

## Список
- 1 февраля — Фосс, Лукас (86) — американский композитор.
- 1 февраля — Петухов, Юрий Дмитриевич (57) — русский писатель, философ, публицист.
- 2 февраля — Бабиков, Макар Андреевич (87) — Герой Советского Союза.
- 3 февраля — Загребельный, Павел Архипович (84) — украинский писатель, Герой Украины (2004).
- 3 февраля — Осипов, Фёдор Прокофьевич (92) — советский и российский художник и график.
- 4 февраля — Люкс Интериор (настоящее имя — Эрик Пёркхайзер) (62) — американский певец, вокалист группы The Cramps.
- 4 февраля — Шамшин, Василий Александрович (82) — министр связи СССР (1980—1989).
- 5 февраля — Радов, Егор (46) — русский писатель, сын поэтессы Риммы Казаковой.
- 6 февраля — Агулла Суфиянов (81) — советский работник промышленности, бригадир проходчиков Зыряновского свинцового комбината, Герой Социалистического Труда.
- 6 февраля — Джеймс Уитмор (87) (англ. James Whitmore, 1 октября 1921 — 6 февраля 2009) — американский актёр, обладатель премий «Золотой глобус», «Тони» и «Эмми», а также дважды номинант на премию «Оскар».
- 9 февраля — Александров, Александр Леонардович (61) — российский актёр, сценарист и кинорежиссёр.
- 9 февраля — Казис Брадунас (91) — литовский поэт, деятель культуры, редактор.
- 9 февраля — Янишевский, Владимир Николаевич (66) — футболист, Мастер спорта СССР, обладатель Кубка СССР, «Лучший футболист Воронежа XX столетия».
- 9 февраля — Элуана Энгларо (38) — итальянская девушка, в возрасте двадцати одного года впавшая в кому в результате автомобильной аварии. Отключена от аппаратов жизнеобеспечения после семнадцати лет проведенных в вегетативном состоянии.
- 10 февраля — Джереми Ласк (24) — звезда мирового мотофристайла, участник команды Metal Mulisha. Причиной смерти стала травма головы, которую он получил на соревнованиях 7 февраля
- 11 февраля — Рзаев, Раиль Гурбан оглы (63) — командующий ВВС и ПВО Министерства обороны Азербайджана, генерал-лейтенант; убийство.
- 11 февраля — Ельцин, Михаил Николаевич (71) — младший брат первого президента России Бориса Ельцина.
- 11 февраля — Эскина, Маргарита Александровна (75) — директор Центрального дома актёра, театровед, академик Международной академии театра, ведущая программы «Дом актёра» на канале «Культура».
- 13 февраля — Вагабзаде, Бахтияр Махмуд оглы (83) — азербайджанский поэт.
- 13 февраля — Тарас, Валентин Ефимович (79) —  советский и белорусский прозаик, поэт, публицист, критик и переводчик.
- 15 февраля — Эдгар Сукурс (80) — латвийский и советский театральный актёр.
- 15 февраля — Василий Шулятиков (91) — Герой Советского Союза.
- 16 февраля — Ким Су Хван, Стефан (86) — корейский кардинал.
- 16 февраля — Абрасимов, Пётр Андреевич (96) — советский партийный и государственный деятель, дипломат, первый секретарь Смоленского обкома КПСС.
- 16 февраля — Бондаренко, Иван Афанасьевич (83) — советский партийный и государственный деятель, первый секретарь Ростовского обкома КПСС.
- 16 февраля — Василий Бондарчик (88) — белорусский этнолог, историк.
- 16 февраля — Гаркалина, Екатерина Викторовна (56) — заслуженный деятель искусств, актриса театра кукол им. Образцова, жена актёра Валерия Гаркалина.
- 17 февраля — Шемякин, Евгений Иванович (79) — академик РАН (1984), российский ученый в области механики горных пород.
- 17 февраля — Луппов, Александр Михайлович (58) — министр промышленной политики, транспорта и связи Омской области[1]
- 17 февраля — Валерий Прокошин (49) — русский поэт.
- 18 февраля — Сколимовская, Камила (26) — польская метательница молота; скоропостижная лёгочная эмболия.
- 19 февраля — Миика Тенкула (35) — гитарист, один из лидеров финской метал-группы Sentenced.
- 20 февраля — Беляев, Константин Николаевич (74) — русский поэт, певец, композитор.
- 20 февраля — Сеф, Роальд Семёнович (78) — русский поэт, писатель, драматург, переводчик.
- 20 февраля — Назым Якупов (80) — Герой Советского Союза.
- 21 февраля — Санкавуло, Уилтон (71) — председатель Государственного совета Либерии в 1995—1996 гг.
- 21 февраля — Илья Пятецкий-Шапиро (79) — советский, израильский и американский математик.
- 22 февраля — Фам Динь Тунг, Павел Иосиф (89) — вьетнамский кардинал, архиепископ Ханоя (1994—2005).
- 22 февраля — Алымов, Алексей Михайлович (85) — Герой Советского Союза.
- 23 февраля — Николай Иванов (82) — Герой Советского Союза.
- 23 февраля — Пстыго, Иван Иванович (90) — маршал авиации, почётный гражданин Волгограда, Герой Советского Союза.
- 23 февраля — Владимир Томащук (64) — Кларнетист, заслуженный артист Украины.
- 23 февраля — Михаил Филимонов (86) — Герой Советского Союза.
- 23 февраля — Шпак, Владимир Степанович (100) — академик РАН (1981), крупный учёный в области технической химии.
- 25 февраля — Филип Хосе Фармер (91) — американский писатель-фантаст.
- 25 февраля — Уткин, Игорь Владимирович (67) — спортивный фотокорреспондент.
- 26 февраля — Гринцер, Павел Александрович (80) — российский санскритолог.
- 26 февраля — Дьяконов, Дмитрий Михайлович (29) — актёр театра и кино; остановка сердца.
- 27 февраля — Мэнеску, Маня (92) — румынский партийный и государственный деятель, премьер-министр в 1974—1979 гг.
- 27 февраля — Григорий Сологуб (47) — российский музыкант, младший брат Виктора Сологуба
- 28 февраля — Виктор Бертольд — последний носитель ливского языка.
- 28 февраля — Сологуб, Григорий Григорьевич (47) — гитарист, участник музыкальных групп «Странные игры», «Поп-механика», «Deadушки».
- 28 февраля — Пол Харви (90) — известный американский радиоведущий («ABC»), аудитория которого достигала 22 млн человек в неделю.
- 28 февраля — Серрано, Мигель (91) — чилийский дипломат и эзотерический гитлерист.